# Lecithochirium keokeo
Lecithochirium keokeo är en plattmaskart. Lecithochirium keokeo ingår i släktet Lecithochirium och familjen Hemiuridae. Inga underarter finns listade i Catalogue of Life.